# Hastings (Minnesota)
Hastings ist eine Stadt im US-Bundesstaat Minnesota und Sitz der Countyverwaltung (County Seat) des Dakota County, in welchem der größte Teil des Ortes liegt. Ein Teil ragt jedoch in den Washington County hinein. Das U.S. Census Bureau hat bei der Volkszählung 2020 eine Einwohnerzahl von 22.152 ermittelt. Die Stadt wurde nach dem ersten gewählten Gouverneur des Staates Minnesota, Henry Hastings Sibley, benannt.
Hastings liegt an der Mündung des St. Croix Rivers in den Mississippi River. Als Verwaltungssitz des Dakota County liegt der größte Teil des Stadtgebietes in diesem County, ein kleiner Teil erstreckt sich in das Washington County.

## Geschichte
Das Gebiet um Hastings wurde erstmals durch eine Militärtruppe besiedelt, die von Fort Snelling aus entsendet worden war, um im Winter 1820 eine steckengebliebene Versorgungslieferung zu bewachen. Ein Lieutenant William G. Oliver kampierte in dem Gebiet, das später als Oliver’s Grove bekannt wurde. Nach dem Vertrag von Mendota im Jahr 1851, mit dem das Gebiet für die Besiedlung durch Weiße verfügbar wurde, wurde das Gebiet vermessen und im Jahre 1857 als Stadt ins Grundbuch eingetragen, vier Jahre nachdem der Staat Minnesota Teil der Union geworden war. Im selben Jahr wurde Hastings zum County Seat des Dakota County bestimmt. Der Name „Hastings“ war aus Namensvorschlägen von vier ursprünglichen Siedlern ausgelost worden, dem späteren Gouverneur.
Hastings besitzt nach Stillwater das zweitälteste noch existierende Courthouse im Bundesstaat Minnesota. Es wurde 1871 fertiggestellt, die damaligen Baukosten betrugen 63.000 US-Dollar. Die County-Verwaltung zog sukzessive von 1974 bis 1989 in ein neues Gebäude um und die Stadt Hastings erwarb das alte Gebäude. Seit dem Jahr 1993 wird das Bauwerk als Rathaus neu genutzt.
Die „Spiral Bridge“ über den Mississippi River wurde 1895 erbaut. Das außergewöhnliche Design der Brücke war gewählt worden, um den Verkehr mit Pferdefuhrwerken bei der Einfahrt in das Stadtzentrum zu bremsen. Das Bauwerk wurde eine Sehenswürdigkeit für Touristen, wurde aber 1951 abgerissen, weil es nicht mehr für die Größe und Gewicht moderner Fahrzeuge geeignet war. Es wurde eine neue Hochbrücke gebaut.
Im Jahr 1930 vollendete das Army Corps of Engineers den Bau der ersten Kammer einer Schleuse in Hastings, die Lock and Dam No. 2. Sie ist Teil des Schleusensystems auf dem Mississippi River zwischen Minneapolis und St. Louis und erleichtert die Schifffahrt auf diesem Flussabschnitt.
Die von Frank Lloyd Wright entworfene Fasbender Clinic ist eine örtliche Landmarke.
Hastings und die nahegelegene Township Nininger waren Schauplatz einer außerordentlichen Landspekulation in der Mitte des 19. Jahrhunderts, als Ignatius Donnelly die Gegend als mögliches „neues Chicago“ benannte. Die Wirtschaftskrise von 1857 hat diesem Traum allerdings ein Ende bereitet.

## Geographie

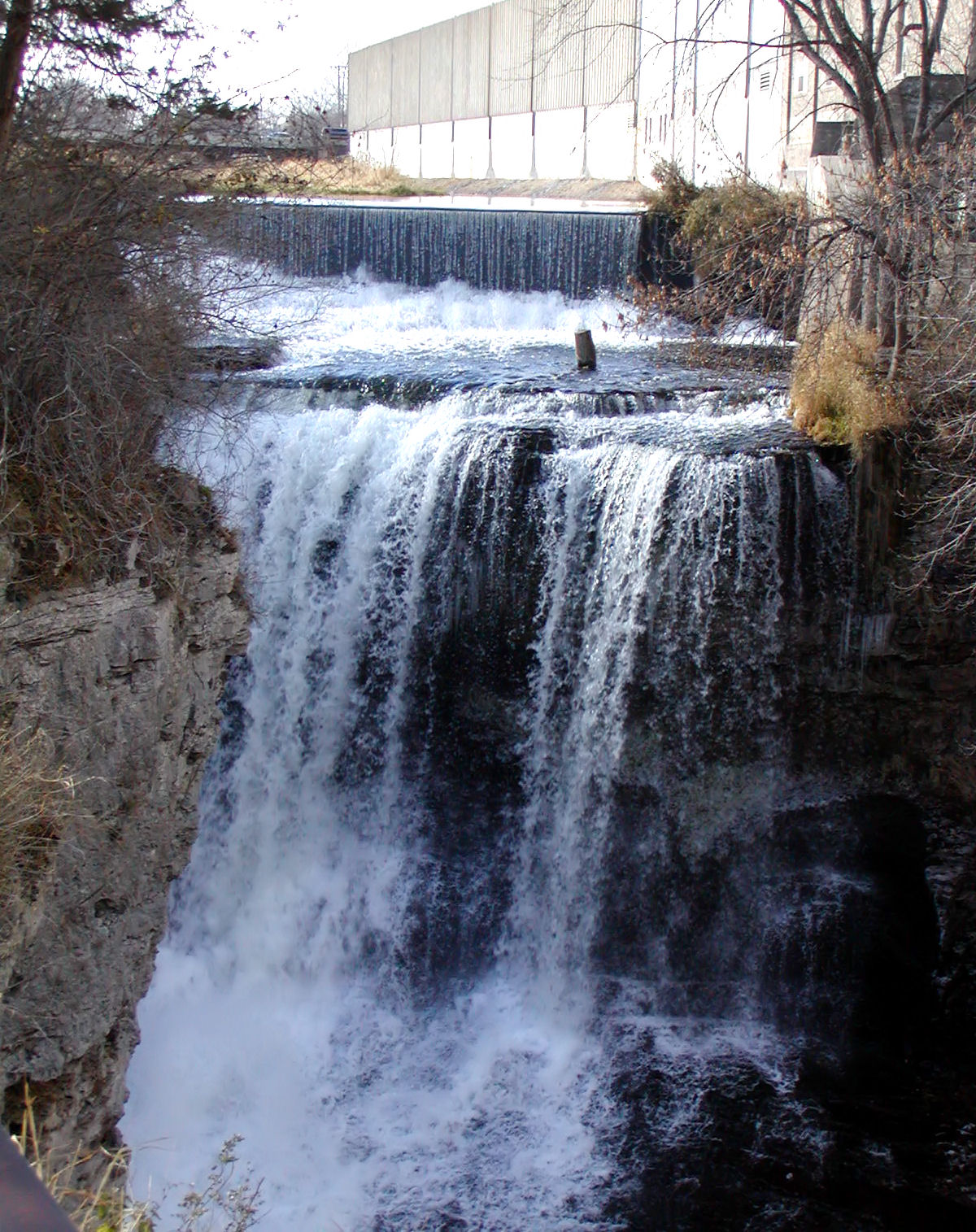
Wasserfälle des Vermillion Rivers

Nach Angaben des United States Census Bureau hat die Stadt eine Fläche von 28,5 Quadratkilometern, davon sind 2,3 Quadratkilometer Wasserfläche. Der Mississippi River bildet den größten Teil der Nordgrenze des Stadtgebietes, während der Vermillion River die südlichen Stadtgebiete durchfließt. Letzterer fließt über einen Wasserfall in der Nähe eines Getreidesilos von ConAgra. Zwei kleine Seen liegen innerhalb von Hastings, Lake Rebecca und Lake Isabelle, die beide in den Mississippi entwässern. Der Nordosten des Stadtgebietes wird als „The Bottoms“ bezeichnet und ist unbewohntes Schwemmland und Flussauen für die beiden Flüsse.

## Demografische Daten

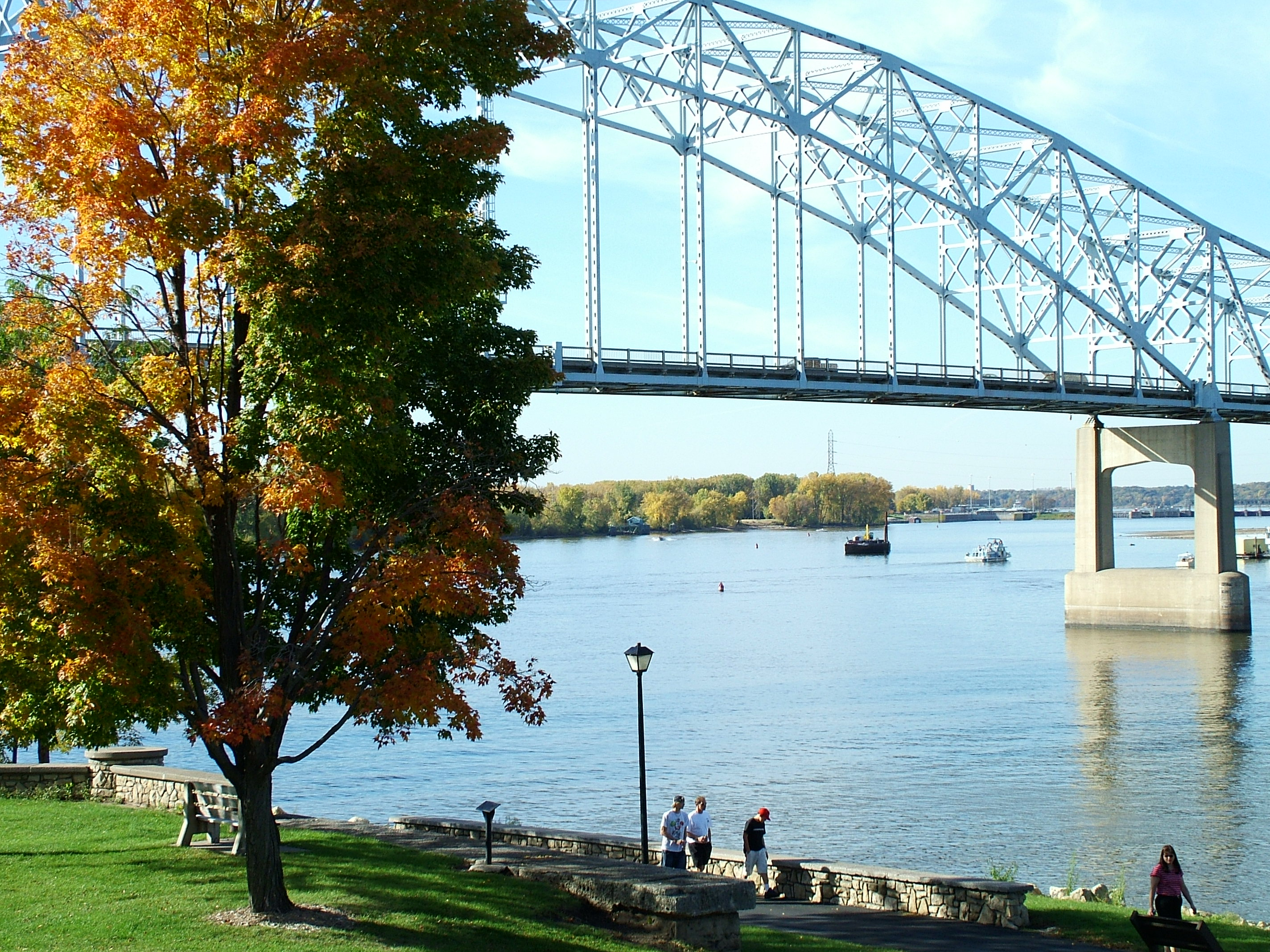
Mississippi River in Hastings

Beim United States Census 2000 wurden in Hastings 18.204 Einwohner in 6642 Haushalten und 4722 Familien gezählt. Die Bevölkerungsdichte betrug 694,5 Einwohner/km². Die Zahl der Wohneinheiten war 6758, das entspricht einer Dichte von 257,8 Wohnungen/km².
Die Einwohner bestanden im Jahre 2000 zu 97,16 % aus Weißen, 0,43 % African American, 0,38 % Native American, 0,64 % Asiaten, 0,04 % Pacific Islander, 0,36 % stammten von anderen Rassen und 0,99 % von zwei oder mehr Rassen ab. 1,14 % der Bevölkerung gaben beim Census an, Hispanos oder Latinos zu sein.
In 37,4 % der Haushalte lebten Kinder unter 18 Jahren und in 56,8 % der Haushalte lebten verheiratete Paare zusammen, 10,6 % der Haushalte hatten einen weiblichen Haushaltsvorstand ohne anwesenden Ehemann und 28,9 % der Haushalte bildeten keine Familien. 22,8 % aller Haushalte bestanden aus Einzelpersonen und in 8,5 % war jemand im Alter von 65 Jahren oder älter alleinlebend. Die durchschnittliche Haushaltsgröße war 2,64 Personen und die durchschnittliche Familie bestand aus 3,13 Personen.
Von der Einwohnerschaft waren 27,3 % weniger als 18 Jahre alt, 8,9 % entfielen auf die Altersgruppe von 18 bis 24 Jahre, 30,6 % waren zwischen 25 und 44 Jahre alt und 21,5 % zwischen 45 und 64 Jahre. 11,7 % waren 65 Jahre alt oder älter. Das Durchschnittsalter war 35 Jahre. Auf jeweils 100 Frauen entfielen 99,8 Männer; bei den über 18-Jährigen entfielen auf 100 Frauen jeweils 97,7 Männer.
Das Durchschnittseinkommen pro Haushalt betrug 53.145 US-$ und das mittlere Familieneinkommen war 61.093 US-$. Die Männer verfügten durchschnittlich über ein Einkommen von 41.267 US-$, gegenüber 27.973 US-$ für Frauen. Das Pro-Kopf-Einkommen belief sich auf 22.075 US-$. Etwa 2,1 % der Familien und 4,9 % der Bevölkerung lebten unterhalb der Armutsgrenze; dies betraf 3,4 % derer unter 18 Jahren und 9,8 % der Altersgruppe 65 Jahre oder älter.

## Verkehr

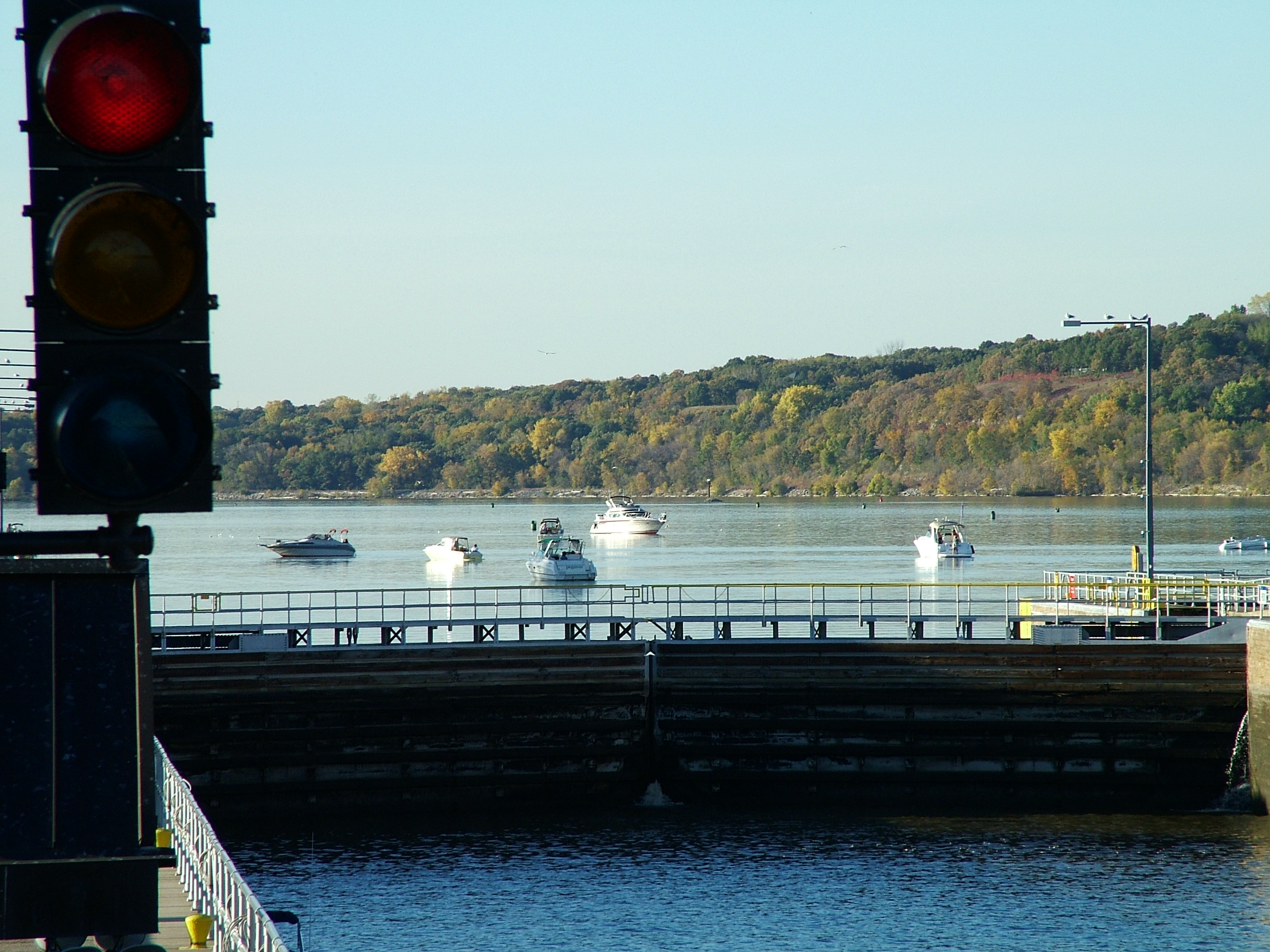
Schiffe warten vor Lock and Dam No. 2 in Hastings, Minnesota

Die meistfrequentierteste Straße in Hastings ist der U.S. Highway 61, der in Hastings als Vermillion Street benannt ist. Highway 61 ist eine vierspurige Durchgangsstraße, die durch den Osten der Stadt in Nord-Süd-Richtung verläuft. Wenn man den Highway nach Norden folgt, kommt man nach dem Mississippi River nach Cottage Grove und schließlich nach St. Paul, in Richtung Süden gelangt man nach Red Wing.
 Die andere wichtige Straße in Hastings ist Minnesota State Route 55, die in Ost-West-Richtung verläuft. Route 55 ist ebenfalls vierspurig und führt durch die Mitte der Stadt, wo sie den Highway 61 kreuzt. Der Highway 55 wird hauptsächlich von Pendlern in Richtung Eagan und weiter nach Minneapolis benutzt.
 Minnesota State Route 316 ist ein nur zehn Meilen langer Highway, der im Süden von Hastings an der Route 61 beginnt und nach Südosten führt. Seine Funktion ist die einer Abkürzung zwischen zwei Punkten des Highway 61.
 Minnesota State Route 291 ist ein kurzer, knapp zwei Kilometer langer Highway im Osten des Stadtgebietes.
Andere Straßen, die in die Stadt führen sind die Dakota County Roads 42 (im Nordwesten), 46 (im Südwesten), 47 (im Südwesten) und 54 (im Osten).
Hastings wird nicht durch das MTC-Busnetz bedient. Es gibt jedoch Studien, um Hastings mit Eisenbahnzügen zu bedienen. Die Züge von Amtrak fahren ohne Halt durch, sodass eventuelle Fahrgäste sich entweder nach St. Paul im Norden oder Red Wing im Süden begeben müssen, um zuzusteigen.
Der Mississippi River wird intensiv von der Schifffahrt genutzt und im Nordwesten von Hastings befindet sich eine Schleuse. Für private Motorboote gibt es mehrere Anlegestellen am Ufer.

## Personen aus Hastings
- Jackie Biskupski (* 1966) – Abgeordnete für Utah
- Gil Dobie – College-Footballcoach
- Mark Steven Johnson (* 1964) – Filmregisseur und Autor (Ein verrücktes Paar, Daredevil)
- Craig Kilborn – Comedian und Talkshowmaster
- Jeff Taffe (* 1981) – ehemaliger Eishockeyspieler, zuletzt beim HC Slovan Bratislava
- Ben Utecht – Footballspieler bei den Indianapolis Colts
- Derek Stepan (* 1990) – Eishockeyspieler bei den Arizona Coyotes

## Sehenswürdigkeiten
- East Second Street Commercial Historic District
- Alexis Bailey Vineyard
- LeDuc Mansion
- Lock and Dam No. 2
- Ramsey Mill Ruins
- Vermillion Falls Park
- West Second Street Residential Historic District